# Helmut Schmidt (Parapsychologe)
Helmut Schmidt (* 21. Februar 1928 in Danzig; † 18. August 2011 in Las Vegas (New Mexico)) war ein deutsch-amerikanischer Physiker, der bekannt wurde als Parapsychologe.

## Leben
Schmidt wurde in Danzig geboren und studierte in Göttingen (MA-Abschluss in Mathematik 1953) und in Köln (Promotion in Physik 1958). Er lehrte Theoretische Physik an Universitäten in Deutschland, Kanada und den USA. 
In Köln lernte er Kläre Niessen kennen und heiratete sie 1955. Mit ihren drei Kindern wanderten sie 1965 in die USA aus, wo er zunächst fünf Jahre bei Boeing in Seattle in der Forschung tätig war. Anschließend (ab 1969) widmete er sich als einer der ersten Physiker am Rhine Research Center der Duke University in Durham und bei der Mind Science Foundation in San Antonio (1974–1993) dem Studium parapsychologischer Erscheinungen. 

## Die „Schmidt-Maschine“
Er entwickelte einen der ersten Zufallsgeneratoren, die nach ihm benannte „Schmidt-Maschine“, und erforschte den Einfluss von menschlichem Bewusstsein auf Maschinen (Psychokinese). Die Maschine beruhte auf dem rein zufälligen Zerfall von radioaktiven Strontium-90-Atomen. Ein solcher Zerfall setzte den Geigerzähler in Gang und ließ dabei eines von vier Lämpchen an der Maschine aufleuchten. Die Versuchspersonen mussten zuvor einen von vier Schaltern drücken, um zu raten, welches Licht als Nächstes aufleuchten würde.
Gemeinsam mit Henry Stapp (* 1928), einem Physiker des Lawrence Berkeley Laboratory, entwickelte er Versuchsanordnungen zur Retropsychokinese.
Im Jahr 1993 trat er in den Ruhestand und zog nach New Mexico.

## Veröffentlichungen (Auswahl)
- Quantum Processes Predicted? New Scientist, October 1969, Seiten 114–115.
- Mental Influence on Random Events. New Scientist and Science Journal 1971, Seiten 757–768.
- Psi als Wechselwirkung zwischen geistigen Vorgängen und äusseren Quantenprozessen. Psi und Psyche (E. Bauer, Editor). Deutsche Verlagsanstalt Stuttgart, 1974, Seiten 187–195.
- Toward a Mathematical Theory of Psi. Journal of the American Society for Psychical Research 69 (1975) Seiten 302–319
- PK Effecton Pre-Recorded Targets. The Journal for the American Society for Psychical Research 70 (1976) Seiten 267–291
- Can an Effect Precede Its Cause? A Model of a Non-causal World. Foundations of Physics 8, June 1978, Seiten 463–480.
- Experiments in ESP and psychokinesis with the ATARI computer. San Antonio, Tex., 1982
- Randomness and the Mind. Looking for Psychic Effect in Games of Chance. Creative Computing, April 1983, Seiten 180–186.
- "Additional effect for PK on pre-recorded targets", Journal of Parapsychology, 1985, Vol. 49, Seiten 229–244.
- The Strange Properties of Psychokinesis. Journal of Scientific Exploration 1 (1987) Seiten 103–118
- Observation of a Psychokinetic Effect Under Highly Controlled Conditions. Mind Science Foundation 1993(auch in Journal of Parapsychology 57 (1993), Seiten 351–372)
- Random generators and living systems as targets in retro-PK experiments. Journal of the American Society for Psychical Research 91 (1997) Seiten 1–13